# Body shaming

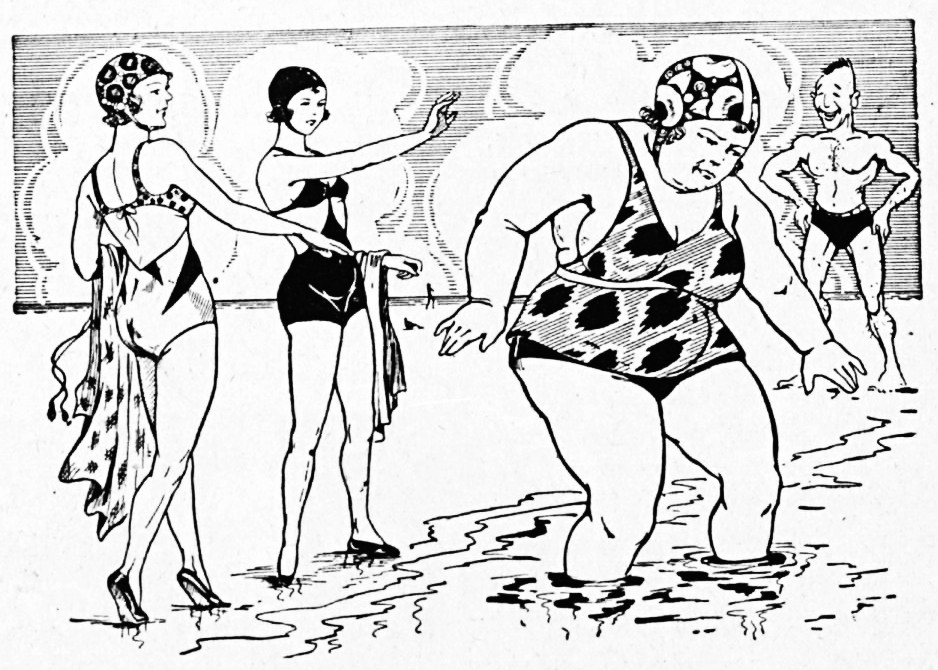
Šikana obézní ženy zobrazená v inzerátu na dietní doplněk z roku 1942

Body shaming (z anglického body = tělo, shame = stud, hanba) je forma šikany a ponižování namířená na vzhled člověka. Tento jev se obvykle vyskytuje v kontextu společenských standardů krásy a ideálů tělesnosti, které jsou často nerealistické a diskriminující. Kritika namířená vůči jednotlivci může být ve formě očekávání jak by měl daný jedinec vypadat, urážlivých poznámek ke vzhledu nebo porovnávání s jinými lidmi. Takové ponižování a posměšky mohou mít devastující vliv na sebevědomí člověka nebo být příčinou narušení vnímání sama sebe. Šikana namířená na vzhled může mít trvalé následky na psychice zejména u dětí a dospívajících. Body shaming může vést také k úzkostlivým stavům, depresi nebo poruchám příjmu potravy. Tyto depresivní pocity se mohou zhoršit zejména tehdy, když lidé cítí, že jejich tělo nesplňuje společenské normy.
Body shaming se rozšířil s nástupem internetu a zejména sociálních sítí. Kvůli anonymitě na internetu někteří uživatelé ztrácí zábrany a jsou ochotni více kritizovat a ponižovat ostatní kvůli vzhledu. Body shaming také může být součástí kyberšikany. Sociální sítě mohou přispívat i k vytváření nereálných představ o lidském těle a nezdravých ideálech krásy na jejichž základě mohou ovlivnit chování lidí, kteří se mohou uchýlit k nevhodným či nebezpečným praktikám jako jsou extrémní diety, chirurgické zákroky, užívání nebezpečných látek nebo vysilující cvičení.
Někdy může důvodem pro body shaming vnímání, že člověk nevypadá dostatečně mužsky nebo žensky. Například muži s širokými boky, výraznými prsy, nedostatkem vousů nebo malé výšky jsou někdy ponižováni za to, že vypadají příliš žensky. Podobně mohou být ženy ponižovány za to, že mají „mužsky” vystouplý rozkrok nebo široká ramena.
Tématu body shamingu se věnovala Dagmar Smržová v dokumentu Tělo v mé hlavě (2024). Součástí dokumentu byla osvětová kampaň, kterou ve vysílání a na sociálních sítích provázely spoty s pěti dobrými radami proti body shamingu.